# Lifehouse
Lifehouse —альтернативная рок группа из Лос-Анджелеса, штат Калифорния. Дебютировала в 2001 с синглом «Hanging by a Moment» с альбома No Name Face. Сингл выиграл Billboard Music Award в номинации Hot 100 Single of the Year, оставив Джанет Джексон и Алишу Киз позади, став Синглом № 1 в 2001 году. В 2002 вышел следующий альбом Stanley Climbfall. Позже было выпущено ещё два альбома: один с одноимённым названием Lifehouse в 2005 и Who We Are 19 июня 2007. С этих альбомов были выпущены синглы «You and Me», «First Time», и «Whatever It Takes», все они попали в Toп 40 США. Группа продала более 15 миллионов копий своих альбомов.

## История группы

### 1996-1999:Blyss
Джейсон Уэйд начал писать песни с тех пор, как его родители развелись. После переезда в Лос-Анджелес в 1995 году он познакомился с басистом, Серхио Андраде, своим ближайшим соседом. В следующем году Уэйд, Андраде и Джон Палмер сформировали группу Blyss, предшественника Lifehouse, и начали выступать в средних школах и колледжах. Позже к группе присоединились Колин Хейден и Аарон Лорд.
Вскоре о них узнал продюсер, Рон Аниелло, который позже представил Джейсона Джуду Коулу, а тот, в свою очередь, представил его директору DreamWorks Records, Майклу Остину. В 1998 году Аниелло выпустил первые демо-версии Blyss при финансовой поддержке DreamWorks Records. Некоторые из этих записей войдут в альбом Diff's Lucky Day 1999 года, который будет продаваться на живых концертах или распространяться среди друзей и контактов музыкальной индустрии.

### 2000–01: No Name Face
В 2000 году Blyss перезаписали, ремикшировали и выпустили двенадцать из пятнадцати демо-версий Lucky Day session Diff'S как No Name Face, их дебютный релиз на мейджор-лейбле под названием Lifehouse. Когда они выбирали название группы, фронтмен Джейсон Уэйд сказал:

Речь идет о том, что мы делаем как группа и для меня лично. Большая часть этой записи посвящена моей жизни и жизненным обстоятельствам. Мы подумали, что название Lifehouse хорошо передает это.
Альбом No Name Face добился значительного коммерческого успеха и помог группе устояться, он разошелся тиражом более 4 миллионов копий по всему миру. Отчасти это было связано с успехом Hanging by a Moment, первого коммерческого сингла Lifehouse. Благодаря харизме и таланту фронтмена группы, Уэйда DreamWorks Records сосредоточилась в первую очередь на нем. Hanging by a Moment была третьей песней в истории чартов, названной" песней № 1 в Billboard Hot 100, несмотря на то, что она не достигла первой строчки ни в одном еженедельном опросе Billboard Hot 100. Второй сингл с альбома, Sick Cycle Carousel, не был столь коммерчески успешным, как Hanging by a Moment, достигнув только 35-го места в чарте современного рока Billboard, третьим и последним синглом был Breathing.
Песня Everything стала первой из многих песен Lifehouse, вошедших в саундтрек телесериала «Тайны Смолвиля». Семь песен группы вошли в эпизоды первых четырех сезонов сериала, а сама группа выступила на выпускном балу в Смолвиле в конце четвертого сезона. Песня You and Me будет выпущена на втором саундтреке сериала, Smallville: the Metropolis Mix. Песня Everything также была использована в 200-м эпизоде сериала Homecoming, в 10-м и последнем сезоне шоу, как дань уважения пилотным эпизодам сериала и финалу первого сезона.
К тому времени, когда вышел первый альбом Lifehouse, Палмер покинул группу, а Уэйд и Андраде были единственными оставшимися членами-основателями . Вскоре после записи No Name Face Уэйд и Андраде познакомились с Риком Вулстенхулмом, который прослушивался на роль ударника и присоединился к группе.

### 2002–04: Stanley Climbfall
Вскоре после долгого тура с альбомом No Name Face, ребята вернулись в студию, чтобы записать свой второй альбом, Stanley Climbfall. Первоначальный успех альбома был недолгим, и его синглы, Spin 2002 года и Take Me Away 2003 года, были значительно поглощены успехом первого альбома. Вскоре после дебюта альбома брат Рика, Шон Вулстенхулм (из группы The Calling) официально стал четвертым членом группы в июне 2002 года. Ранее он уже гастролировал с Lifehouse.
В апреле 2004 года Серхио Андраде подтвердил, что решил покинуть группу и заняться сольными проектами. Вскоре после своего ухода Шон также покинул группу, чтобы заняться другими музыкальными проектами, такими как Abandoned Pools и The Jimmy Chamberlin Complex.

### 2004–05: Lifehouse
Джейсон Уэйд и Рик Вулстенхулм оставались активными членами группы. В сентябре 2004 года Брайс Содерберг (ранее работавший на AM Radio) подписал контракт с Lifehouse в качестве нового басиста. 6 июля 2004 года они отправились в Мэриленд, чтобы начать работу над своим одноименным третьим альбомом, проведя менее двух месяцев в студии, чтобы записать тринадцать песен, спродюсированных Джоном Алагией. Альбом Lifehouse был выпущен 22 марта 2005 года.
Первый сингл альбома, You and Me, был выпущен в эфир 18 января 2005 года. Песня была написана несколькими годами ранее и первоначально была исполнена Джейсоном Уэйдом для независимого фильма 2000 года All Over Again. Песня имела успех и оставалась в американском Billboard Hot 100 в течение 62 недель (пятый самый длинный чарт в истории), достигнув 5-го места. Эта песня звучит в телесериале «Тайны Смолвиля». В эпизоде, Spirit, группа фактически исполнила ее, а также три другие песни с альбома (Come Back Down, Blind и Undone). Эта песня также звучит в таких телесериалах, как Детектив Раш, Юристы Бостона, Гевин и Стейси, Любовь вдовца, Анатомия страсти, 4400 и Медиум, а также в рекламе финального эпизода Зоуи 101. Песня All In All прозвучала в телесериале Клиника. Видеоклип на второй сингл альбома, Blind, был выпущен 19 октября 2005 года. В нем снималась Тина Мажорино и несколько других перспективных молодых актеров, таких как Сарч Макклейн, Стивен Чунг, Кристофер Тьен Дюк Ван и Энди Уолтерс.
В 2006 году песня Good Enough была использована в диснеевском мультфильме Большое путешествие.

### 2006–08: Who We Are

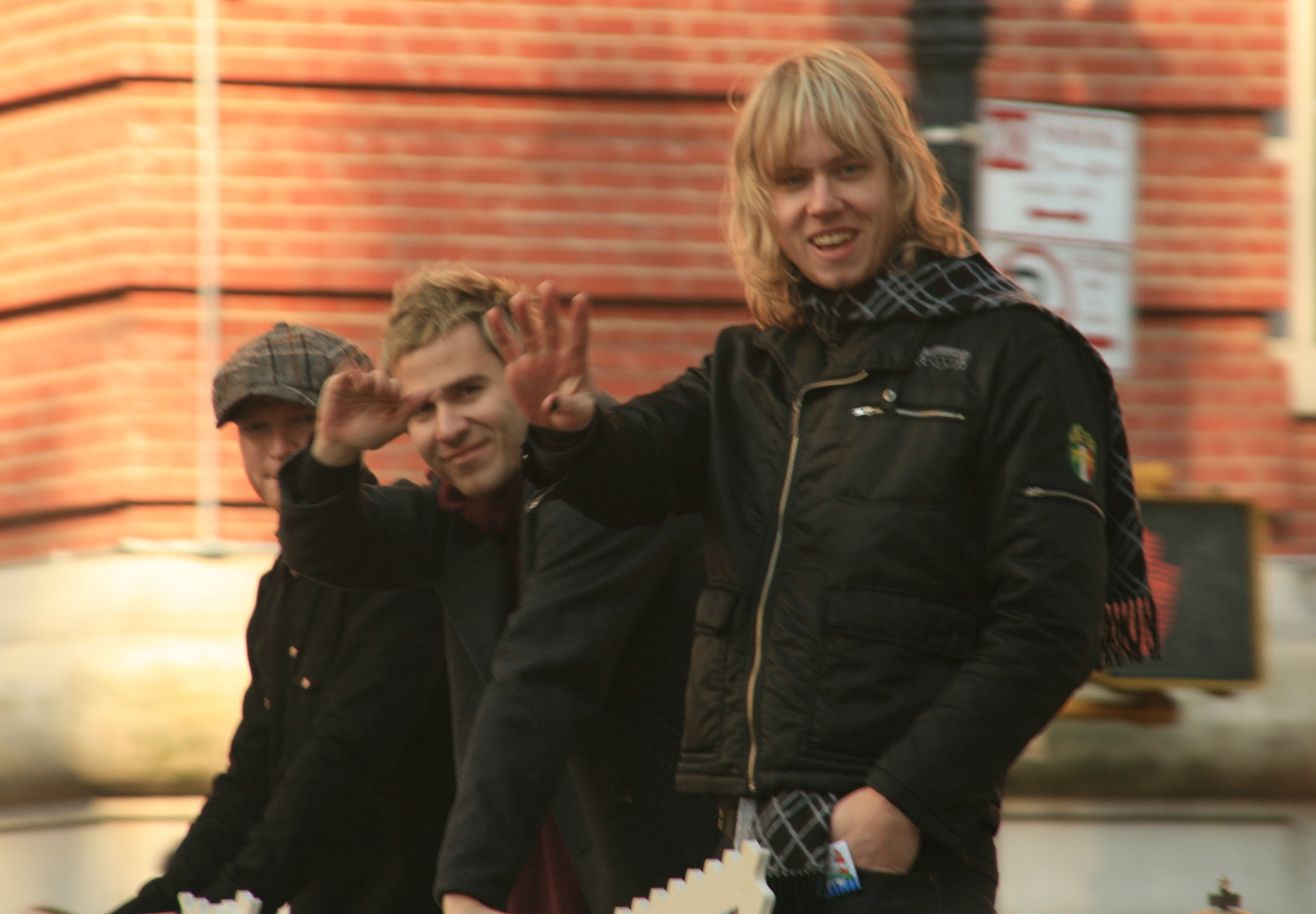
Lifehouse в 2007 году.

Lifehouse начали записывать свой четвертый альбом в середине 2006 года в студии звукозаписи Кифера Сазерленда и Джуда Коула Ironworks Studios в Лос-Анджелесе. Их четвертый альбом под названием Who We Are был выпущен 19 июня 2007 года. Альбом включает в себя Уэйда, Вулстенхулма и Содерберга в качестве основного состава, и, по словам группы, рок здесь немного сложнее, чем в предыдущих альбомах . За релизом альбома последовал тур с The Goo Goo Dolls и Колби Кэйллат, который начался 15 июня в театре Dodge Theatre в Финиксе, штат Аризона .
Первым синглом альбома стала поп-рок песня о любви First Time, выпущенная 24 апреля 2007 года. Песня дебютировала в Billboard Hot 100 под номером 48 в мае и достигла 3 строчки в чартах Hot Adult Top 40. Второй сингл альбома, Whatever It Takes, был выпущен на радиостанциях 29 октября 2007 года. Broken, третий сингл альбома, прозвучал в нескольких телесериалах, включая Анатомия страсти, Мыслить как преступник, Холм одного дерева, Одна жизнь, чтобы жить и Голливудские холмы, а так же в фильме Жена путешественника во времени. Он достиг 83 строчки в Billboard Hot 100.
Группа провела конкурс на создание клипа на песню Make Me Over. Группа дала шанс 60 аспирантам школы кинематографических искусств снять видео для своего нового сингла. Премьера победившего клипа состоялась на торжественном мероприятии 5 декабря 2008 года в медиа-центре Paley Center for Media в Беверли-Хиллз, Калифорния.
По состоянию на октябрь 2008 года альбом был сертифицирован как золотой.

### 2013–настоящее время: Hiatus and Out of the Wasteland
24 июля 2013 года Уэйд опубликовал письмо на странице группы в Facebook, в котором говорилось, что группа взяла тайм-аут, поскольку каждый участник обратил внимание на другие проекты. Ударник, Рик Вулстенхулм начал гастролировать с The Goo Goo Dolls, басист, Брайс Содерберг, создал свою группу под названием KOMOX, ведущий гитарист, Бен Кэри продолжил работу в кантри-рок группе Elvis Monroe, а певец и автор песен Джейсон Уэйд работал над своим еще не изданным сольным альбомом The band's final show before their break was on September 25, 2013.. Последнее выступление группы перед их перерывом состоялось 25 сентября 2013 года .
Группа вернулась в студию в мае 2014 года. Сингл Flight был выпущен 18 ноября, вместе с объявлением о том, что перерыв группы официально закончился и новый альбом под названием Seven выйдет в апреле 2015 года. Первый официальный сингл, Hurricane, был выпущен 27 января 2015 года. 27 января, Billboard.com раскрыл новое название альбома Out of the Wasteland и опубликовал официальный трек-лист стандартного издания альбома, указав официальную дату выхода — 19 мая 2015 года. Альбом был выпущен в интернете и в магазинах 26 мая, в 2015 году он занял первое место в чарте независимых альбомов. Было выпущено специальное целевое издание с четырьмя бонус-треками. Группа должна была начать гастроли в поддержку альбома 19 июня, как открытие во время второго североамериканского этапа тура No Fixed Address, прежде чем тур был отменен из-за здоровья хедлайнера группы Nickelback, Чеда Крюгера. Европейский тур хедлайнеров начался 15 сентября 2015 года в Амстердаме, с добавлением дополнительных дат из-за высокого спроса.
Летом 2017 года Lifehouse гастролировала с группой Switchfoot по всей территории США, и с одним концертом в Торонто.
Также В 2017 году Джейсон Уэйд объединился с Джоном Форманом из Switchfoot, чтобы помочь собрать средства для жертв урагана Харви в Хьюстоне через трек под названием Shine Like Gold.
В начале 2018 года, Lifehouse гастролировала с группой Collective Soul по всей Южной Африке.
25 июня 2019 года журнал The New York Times Magazine включил Lifehouse в список «100 музыкантов, чьи материалы, как сообщается, были уничтожены во время Вселенского пожара 2008 года».

## Дискография

### Синглы
| Год  | Сингл                 | Позиции в чартах | Позиции в чартах | Позиции в чартах | Позиции в чартах | Позиции в чартах | Позиции в чартах  | Позиции в чартах  | Позиции в чартах | Позиции в чартах | Позиции в чартах | Позиции в чартах | Позиции в чартах | Альбом            |
| Год  | Сингл                 | U.S. Hot 100     | U.S. Main. Rock  | U.S. Mod. Rock   | U.S. Pop 100     | U.S. Adult Cont. | U.S. Adult Top 40 | U.S. Top 40 Main. | UK Rock Chart    | AUS              | CAN              | NZ               | RUS              | Альбом            |
| ---- | --------------------- | ---------------- | ---------------- | ---------------- | ---------------- | ---------------- | ----------------- | ----------------- | ---------------- | ---------------- | ---------------- | ---------------- | ---------------- | ----------------- |
| 2001 | «Hanging by a Moment» | 2                | 7                | 1                | 1                | 1                | 1                 | 1                 | 1                | 1                | 1                | 6                | —                | No Name Face      |
| 2001 | «Sick Cycle Carousel» | —                | 38               | 21               | —                | —                | 19                | —                 | 4                | —                | 5                | 47               | —                | No Name Face      |
| 2002 | «Breathing»           | 115              | —                | —                | 99               | —                | —                 | 34                | —                | —                | 1                | —                | —                | No Name Face      |
| 2002 | «Spin»                | 71               | 34               | 25               | 80               | -                | 13                | 26                | 6                | 57               | 8                | 25               | —                | Stanley Climbfall |
| 2003 | «Take Me Away»        | —                | —                | —                | —                | 22               | —                 | —                 | 14               | —                | 2                | —                | —                | Stanley Climbfall |
| 2005 | «You and Me»          | 5                | —                | —                | 5                | 1                | 1                 | 4                 | 1                | 30               | 1                | 39               | —                | Lifehouse         |
| 2005 | «Blind»               | —                | —                | —                | —                | —                | 22                | 40                | 4                | —                | 1                | —                | —                | Lifehouse         |
| 2007 | «First Time»          | 26               | —                | —                | 21               | 17               | 3                 | 13                | 15               | —                | 6                | 31               | —                | Who We Are        |
| 2007 | «Whatever It Takes»   | 33               | —                | —                | 29               | 10               | 3                 | 16                | 5                | —                | 10               | —                | —                | Who We Are        |
| 2008 | «Broken»              | 83               | —                | —                | 69               | —                | 7                 | —                 | 2                | —                | 84               | 21               | 13               | Who We Are        |

### Альбомы
| Год  | Альбом               | U.S. | UK | AUS | CAN | Статус                  |
| ---- | -------------------- | ---- | -- | --- | --- | ----------------------- |
| 2000 | No Name Face         | 6    | 1  | 1   | 1   | Дважды Платиновый (США) |
| 2002 | Stanley Climbfall    | 7    | 1  | 1   | 4   |                         |
| 2005 | Lifehouse            | 10   | 5  | 7   | 1   | Золотой (США)           |
| 2007 | Who We Are           | 14   | 2  | 4   | 1   | Золотой (США)           |
| 2010 | Smoke & Mirrors      | ?    | ?  | ?   | ?   | ?                       |
| 2012 | Almería              | ?    | ?  | ?   | ?   | ?                       |
| 2015 | Out Of The Wasteland | ?    | ?  | ?   | ?   | ?                       |

### DVD
- 2005 — Everything.